# Grassau
Grassau é um município da Alemanha, situado no distrito de Traunstein, no estado da Baviera. Tem 35,76 km² de área, e sua população em 2019 foi estimada em 6.878 habitantes.